# ربات الفصول

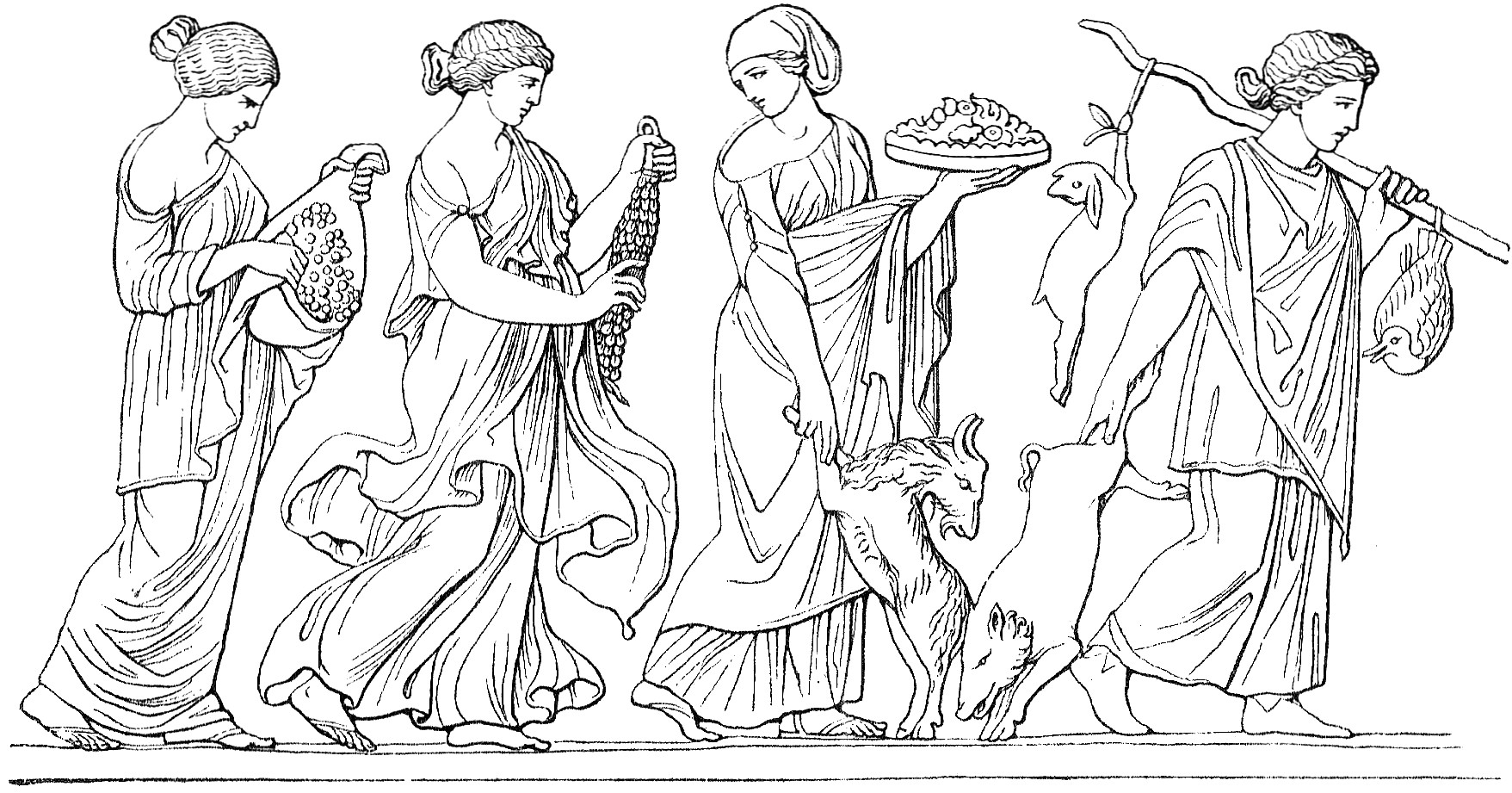

ربات الفصول  هن بنات ثميس ربة النظام والقانون أنجبتهن من زيوس ومعنى اسمهن Horai "اللحظات أو الساعات"، وهن ثلاثة لا يخادعن ولا يخن، لذا كن الحارسات على بوابة السماء وجبل أولمبوس. وهن:
- ديكي Dike ربة العرف الراسخ والتقاليد التي تسير الحياة بها (ومعنى اسمها الجزاء العادل).
- يونوميا Eunomia ربة النظام والحكم الصالح والتقاليد المرعبة (ومعنى اسمها النظام القانوني).
- إيرينه Eirene ربة السلم وما يصحبه من رخاء (ومعنى اسمها السلام).